# 백영민 (프로게이머)
백영민(白榮敏, 1983년 2월 18일 ~ )은 대한민국의 전직 스타크래프트 프로게이머이다. 2002년 가을 데뷔하여 2005년 봄 은퇴하였다. 이후 5년이 지난 2010년 TG삼보-인텔 스타크래프트 II OPEN Season 1에 참가한 적이 있다.

## 경력

### 스타크래프트
- 2003년 스타우트 MSL 16강

### 스타크래프트 II
- 2010년 TG삼보-인텔 스타크래프트 II 오픈 시즌1 64강

## 기타
- 메이저대회는 MSL에 1회 진출한 바 있고(스타우트 MSL 2003), 해당 대회에서 김정민에게 패하고, 패자조에서 장진수에게 패하여 탈락하였다.
- WCG 2005 예선에 참여하여 1승 2패로 탈락한 것을 끝으로 은퇴하였다.
- 이후 2010년 스타크래프트 II 대회인 TG삼보-인텔 스타크래프트 II OPEN Season 1에 참여하여 예선을 통과, 해당 대회 64강에서 전영수에게 1승 2패로 탈락한 기록이 있다.